# Mesnidovirineae
Mesnidovirineae és un subordre de virus de l'ordre Nidovirales.